# Линдси Вејлен
Линдси Мари Вејлен (рођена 9. маја 1982. у Хачинсону) америчка је кошаркашица. Игра на позицији плејмејкера и паралелно наступа за Минесоту линкс у ВНБА лиги као и Динамо из Москве у Европи.

## Каријера
Кошарком је почела да се бави у средњој школи у Хачинсону. У првој сезони је имала просек од 22,8 поена, 5,8 скокова и 4,3 асистенције. Након тога је играла за Универзитет Минесота и постигла највећи број поена (2285) у историји овог универзитета. Због тога је њен дрес са бројем 13 повучен из употребе.
Професионалну каријеру је започела 2004. Као четврту на драфту изабрала је екипа Конектикет сан. У прве две сезоне са том екипом је доспела до финала ВНБА лиге.
Дана 12. јануара 2010. потписала је за тим Минесота линкс, а 2011. са Линксима је освојила првенство ВНБА лиге.

## Остало
Удата је за бившег голфера Бена Дејва.